# NGC 6328
NGC 6328 este o galaxie situată în constelația Altarul. A fost descoperită în 1835 de către John Herschel.